# Draft da NBA de 2013
O Draft da NBA de 2013 foi realizado no dia 27 de Junho de 2013, no Barclays Center em Brooklyn, New York. O draft começou às 7:00 pm Eastern Daylight Time (23:00 UTC), e será transmitido nos Estados Unidos pela ESPN. Neste draft, os times da National Basketball Association (NBA) selecionarão novatos da universidade nos Estados Unidos e outros jogadores elegíveis, incluindo jogadores internacionais. Esse draft marcará a primeira aparição do time de New Orleans tendo o nome de Pelicans, depois de participarem como New Orleans Hornets pelos últimos 5 anos.

## Regras para Eligibilidade

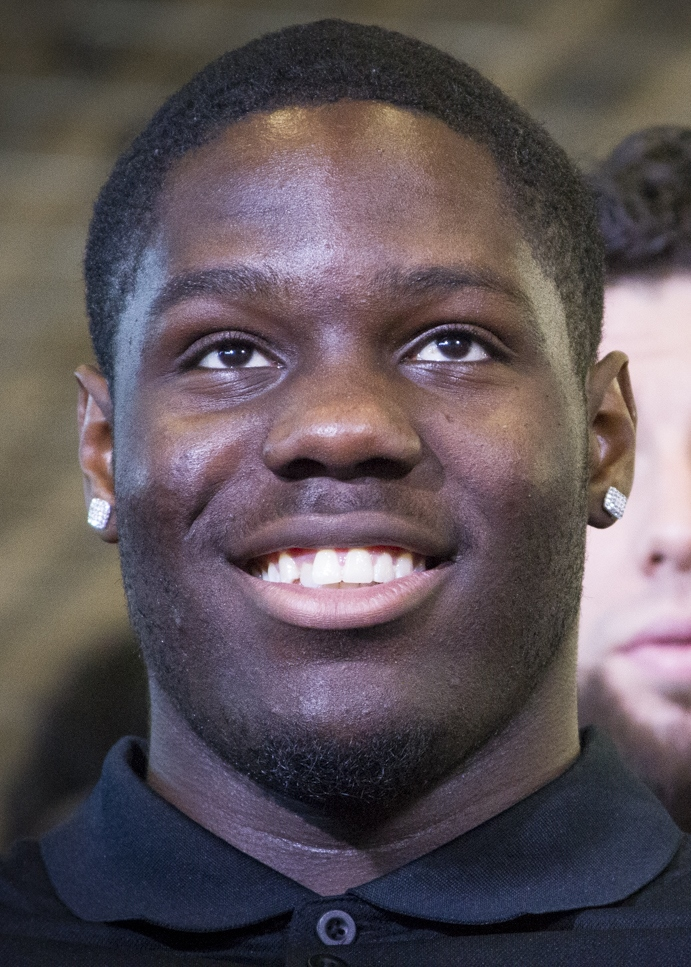
Anthony Bennett foi o primeiro Canadense a ser selecionado em 1º no draft. Ele foi selecionado pelo Cleveland Cavaliers.

O draft foi conduzido dentro das regras estabelecidas na agora-expirada collective bargaining agreement (CBA) com a união de jogadores. A CBA que terminou o lockout de 2011 na NBA instituiu mudanças imediatas para o draft, mas chamou um comitê de donos de franquias e jogadores para discutir mudanças futuras. Como em 2012, as regras do draft estão listadas abaixo.
- Todos os jogadores draftados devem ter ao menos 19 anos durante o ano do draft. Em termos de datas, todos os jogadores elegíveis para o draft de 2013 devem ter nascido depois de 31 de Dezembro de 1994.[2]
- Qualquer jogador que não seja considerado um "jogador internacional", como definido na CBA, deve ter ao menos um ano concluído na uniersidade.[2] A CBA define como "jogadores internacionais" jogadores que residiram permanentemente fora dos Estados Unidos até no mínimo 3 anos antes do draft, que não completaram o colegial nos Estados Unidos e nunca foram matriculados em faculdades no país.[3]

O requerimento básico para elegibilidade automática para um jogador americano é completar a faculdade. Jogadores que condizem com a definiçãoda CBA para "jogador internacional" são elegíveis automaticamente em seu 22º aniversário, que ocorra durante o ano em que acontece o draft (no caso, nascidos após 31 de Dezembro de 1990). Jogadores americanos que completaram ao menos um ano do colegial e jogaram em ligas menores, fora da NBA, também são elegíveis automaticamente.
Um jogador que não é elegível para o draft deve declarar sua elegibilidade notificando os escritórios da NBA até 60 dias antes do draft. Para o draft de 2013, essa data expirou em 28 de Abril. Dentro das regras da NCAA, os jogadores só tiveram até 16 de Abril para se retirarem do draft e manterem a elegibilidade da faculdade.
Um jogador contratado como empresário esportivo não será mais elegível para o colegial, apesar de poder ser draftado. Também, enquanto a CBA permite que o jogador se retire do draft 2 vezes, a NCAA retira a elegibilidade de quem se declarou duas vezes.

## Participantes

### Participantes iniciais

#### Universitários não-formados
Os 48 jogadores seguintes se declararam para o draft. Todos os jogadores são estadunidenses, exceto onde indicado.
| - Steven Adams – C, Pittsburgh (freshman) - C. J. Aiken – F, Saint Joseph's (junior) - Anthony Bennett – F, UNLV (freshman) - Vander Blue – G, Marquette (junior) - Lorenzo Brown – G, North Carolina State (junior) - Reggie Bullock – F, North Carolina (junior) - Trey Burke – G, Michigan (sophomore) - Kentavious Caldwell-Pope – G, Georgia (sophomore) - Michael Carter-Williams – G, Syracuse (sophomore) - Adrien Coleman – G/F, Bethune-Cookman (junior) - Allen Crabbe – G, California (junior) - Dewayne Dedmon – C, USC (junior) - Gorgui Dieng – C, Louisville (junior) - Jamaal Franklin – G, San Diego State (junior) - Archie Goodwin – G, Kentucky (freshman) - Tim Hardaway, Jr. – G, Michigan (junior) - Grant Jerrett – F, Arizona (freshman) - Christian Kabongo – G, Morgan State (junior) - Myck Kabongo – G, Texas (sophomore) - Shane Larkin – G, Miami (Florida) (sophomore) - Ricky Ledo – G, Providence (freshman) - Alex Len – C, Maryland (sophomore) - C. J. Leslie – F, North Carolina State (junior) | - Nurideen Lindsey – G, Rider (junior) - Amath M'Baye – F, Oklahoma (junior) - Ray McCallum, Jr. – G, Detroit (junior) - Ben McLemore – G, Kansas (freshman) - Tony Mitchell – F, North Texas (sophomore) - Shabazz Muhammad – G/F, UCLA (freshman) - Nerlens Noel – C, Kentucky (freshman) - Victor Oladipo – G/F, Indiana (junior) - Kelly Olynyk – C, Gonzaga (junior) - Norvel Pelle – C, Los Angeles College Prep Academy (freshman) - Otto Porter – F, Georgetown (sophomore) - Marshawn Powell – F, Arkansas (junior) - Phil Pressey – G, Missouri (junior) - André Roberson – F, Colorado (junior) - Joshua Simmons – G, Spartanburg Methodist JC (SC) (freshman) - Trevis Simpson – G, UNC Greensboro (junior) - Tony Snell – F, New Mexico (junior) - Tahj Tate – G, Delaware State (sophomore) - John Taylor – G, Fresno Pacific (junior) - Adonis Thomas – G/F, Memphis (sophomore) - Deshaun Thomas – F, Ohio State (junior) - B. J. Young – G, Arkansas (sophomore) - Cody Zeller – F/C, Indiana (sophomore) |

#### Jogadores internacionais
Esses 18 jogadores com 18 à 22 anos se declararam para o draft.
- Espanha, Álex Abrines – G/F, FC Barcelona (Espanha)
- Grécia, Giannis Antetokounmpo – G/F, Filathlitikos BC (Grécia)
- Hungria, László Dobos – C, CAI Zaragoza (Espanha)
- Mónaco, Bojan Dubljević – F, Valencia BC (Espanha)
- França, Rudy Gobert – C, Cholet Basket (França)
- França, Livio Jean-Charles – F, ASVEL Basket (França)
- Rússia, Sergey Karasev – G/F, BC Triumph Lyubertsy (Rússia)
- Lituânia, Mindaugas Kupšas – C, BC Lietkabelis (Lituânia)
- Brasil, Augusto César Lima – F, Unicaja Málaga (Espanha)
- Brasil, Raulzinho Neto – G, Gipuzkoa BC (Espanha)
- Brasil, Lucas Nogueira – C, CB Estudiantes (Espanha)
- Brasil, Alexandre Paranhos – F, CR Flamengo (Brasil)
- Alemanha, Bogdan Radosavljević – C, Bayern Munich (Alemanha)
- Alemanha, Dennis Schröder – G, New Yorker Phantoms (Alemanha)
- Sérvia, Strahinja Stojačić – G, KK Smederevo (Sérvia)
- Alemanha, Daniel Theis – F/C, Ratiopharm Ulm (Alemanha)
- Letônia, Jānis Timma – F, BK Ventspils (Letônia)
- Mónaco, Marko Todorović – C, FC Barcelona (Espanha)

### Candidatos elegíveis automaticamente
Essa lista deve incluir apenas jogadores que se qualificam para elegibilidade automática, que chegaram aos 22 anos caso sejam considerados "jogadores intercionais" de acordo com as regras da CBA ou completaram os quatro anos de sua universidade caso não sejam "internacionais".
A assinatura de um contrato com um time de basquetebol profissional em uma liga que não seja a NBA, sendo um contrato de prestação de serviços tornará o jogador elegível automaticamente. O critério para essa situação depende se o jogador é ou não "internacional":
- Para jogadores "internacionais", ele se torna elegível assinando um contrato fora da NBA dentro dos Estados Unidos.
- Para jogadores não-internacionais, ele se torna elegível assinando um contrato fora da NBA dentro de qualquer país.

Cidadania não é um critério para determinar se um jogador é ou não internacional de acordo com a CBA. Como o critério já foi discutido em outro local deste artigo, ele vai ser repetido para mostrá-lo em outro contexto. Para um jogador ser "internacional", de acordo com a CBA, ele deve possuir todas essas características:
- Residir fora dos Estados Unidos à pelo menos três anos ao horário do draft.
- Não completou elegibilidade de basquetebol em um colégio nos Estados Unidos
- Nunca estudou em uma universidade nos Estados Unidos.

Esses jogadores também são elegíveis para seleção no 2013 NBA Draft:
(Todos os jogadores são dos Estados Unidos, exceto onde indicado)
- Glen Rice, Jr. – G, Rio Grande Valley Vipers (D-League)
- Josiah Turner – G, Summerside Storm (Canadá)

## Loteria do Draft
As primeiras 14 escolhados do draft pertencem aos times que não participaram dos playoffs; a ordem foi determinada por uma loteria. A loteria determina os três times que terão as três primeiras escolhas no draft. As outras escolhas de primeiro e segundo rounds são designadas aos times em ordem reversa à seu record de vitória-derrota na temporada anterior.
A loteria deste draft aconteceu no dia 21 de Maio de 2013, os Cleveland Cavaliers ganharam o direito da primeira escolha do draft, com uma chance de 15,6% de ganhá-la. O Orlando Magic, que teve o pior recorde e a maior chance de ganhar a loteria, ganhou a segunda escolha do draft.
Aqui estão as chances que cada time tinha de ganhar uma escolha específica na loteria de 2013 do draft.
| ^ | Indica o resultado da loteria |

| Time                   | 2012-13 record | Chances na Loteria | Escolha | Escolha | Escolha | Escolha | Escolha | Escolha | Escolha | Escolha | Escolha | Escolha | Escolha | Escolha | Escolha | Escolha |
| Time                   | 2012-13 record | Chances na Loteria | 1st     | 2nd     | 3rd     | 4th     | 5th     | 6th     | 7th     | 8th     | 9th     | 10th    | 11th    | 12th    | 13th    | 14th    |
| ---------------------- | -------------- | ------------------ | ------- | ------- | ------- | ------- | ------- | ------- | ------- | ------- | ------- | ------- | ------- | ------- | ------- | ------- |
| Orlando Magic          | 20–62          | 250                | .250    | .215^   | .178    | .358    | —       | —       | —       | —       | —       | —       | —       | —       | —       | —       |
| Charlotte Bobcats      | 21–61          | 199                | .199    | .188    | .171    | .319^   | .123    | —       | —       | —       | —       | —       | —       | —       | —       | —       |
| Cleveland Cavaliers    | 24–58          | 156                | .156^   | .157    | .156    | .226    | .265    | .040    | —       | —       | —       | —       | —       | —       | —       | —       |
| Phoenix Suns           | 25–57          | 119                | .119    | .126    | .133    | .099    | .351^   | .161    | .013    | —       | —       | —       | —       | —       | —       | —       |
| New Orleans Pelicans   | 27–55          | 88                 | .088    | .097    | .107    | —       | .262    | .360^   | .161    | .012    | —       | —       | —       | —       | —       | —       |
| Sacramento Kings       | 28–54          | 63                 | .063    | .071    | .081    | —       | —       | .440    | .304^   | .040    | .001    | —       | —       | —       | —       | —       |
| Detroit Pistons        | 29–53          | 36                 | .036    | .042    | .049    | —       | —       | —       | .599    | .253^   | .021    | .000    | —       | —       | —       | —       |
| Washington Wizards     | 29–53          | 35                 | .035    | .041    | .048^   | —       | —       | —       | —       | .703    | .165    | .008    | .000    | —       | —       | —       |
| Minnesota Timberwolves | 31–51          | 17                 | .017    | .020    | .024    | —       | —       | —       | —       | —       | .813^   | .122    | .004    | .000    | —       | —       |
| Portland Trail Blazers | 33–49          | 11                 | .011    | .013    | .016    | —       | —       | —       | —       | —       | —       | .870^   | .089    | .002    | .000    | —       |
| Philadelphia 76ers     | 34–48          | 8                  | .008    | .010    | .012    | —       | —       | —       | —       | —       | —       | —       | .907^   | .063    | .001    | .000    |
| Toronto Raptors1[›]    | 34–48          | 7                  | .007    | .008    | .010    | —       | —       | —       | —       | —       | —       | —       | —       | .935^   | .039    | .000    |
| Dallas Mavericks       | 41–41          | 6                  | .006    | .007    | .009    | —       | —       | —       | —       | —       | —       | —       | —       | —       | .960^   | .018    |
| Utah Jazz              | 43–39          | 5                  | .005    | .006    | .007    | —       | —       | —       | —       | —       | —       | —       | —       | —       | —       | .982^   |

^ 1: A escolha do Toronto Raptors foi transferida ao Oklahoma City Thunder.

## Participantes convidados
A NBA anualmente convida 10-15 jogadores para sentar na conhecida "sala verde", uma sala especial ao lado do local do draft para os jogadores convidados, junto de suas famílias e empresários. Nesta temporada, os seguintes jogadores foram convidados (listados automaticamente). Todos os jogadores representam os Estados Unidos da América, exceto onde indicado.
| - Anthony Bennett, UNLV - Trey Burke, Michigan - Michael Carter-Williams, Syracuse - Alex Len, Maryland - C.J. McCollum, Lehigh | - Ben McLemore, Kansas - Nerlens Noel, Kentucky - Victor Oladipo, Indiana - Otto Porter, Georgetown - Cody Zeller, Indiana |

## Draft
| PG | Armador | SG | Ala-armador | SF | Ala | PF | Ala-pivô | C | Pivô |

| ^ | Indica um jogador que foi introduzido ao Naismith Memorial Basketball Hall of Fame       |
| * | Indica um jogador que foi selecionado para pelo menos um All-Star Game e um All-NBA Team |
| + | Indica um jogador que foi selecionado para um ou mais All-Star Game(s)                   |
| x | Indica um jogador que foi selecionado para um ou mais All-NBA Team(s)                    |
| # | Indica um jogador que nunca jogou na NBA                                                 |

| Round | Escolha | Jogador                  | Posição | Nacionalidade  | Time                                                                           | Universidade/clube anterior       |
| ----- | ------- | ------------------------ | ------- | -------------- | ------------------------------------------------------------------------------ | --------------------------------- |
| 1     | 1       | Anthony Bennett          | PF      | Canadá         | Cleveland Cavaliers                                                            | UNLV (Fr.)                        |
| 1     | 2       | Victor Oladipo           | SG      | Estados Unidos | Orlando Magic                                                                  | Indiana (Jr.)                     |
| 1     | 3       | Otto Porter              | SF      | Estados Unidos | Washington Wizards                                                             | Georgetown (So.)                  |
| 1     | 4       | Cody Zeller              | PF      | Estados Unidos | Charlotte Bobcats                                                              | Indiana (So.)                     |
| 1     | 5       | Alex Len                 | C       | Ucrânia        | Phoenix Suns                                                                   | Maryland (So.)                    |
| 1     | 6       | Nerlens Noel             | C       | Estados Unidos | New Orleans Pelicans (negociado para Philadelphia)                             | Kentucky (Fr.)                    |
| 1     | 7       | Ben McLemore             | SG      | Estados Unidos | Sacramento Kings                                                               | Kansas (Fr.)                      |
| 1     | 8       | Kentavious Caldwell-Pope | SG      | Estados Unidos | Detroit Pistons                                                                | Georgia (So.)                     |
| 1     | 9       | Trey Burke               | PG      | Estados Unidos | Minnesota Timberwolves (negociado para Utah)                                   | Michigan (So.)                    |
| 1     | 10      | C. J. McCollum           | SG      | Estados Unidos | Portland Trail Blazers                                                         | Lehigh (Sr.)                      |
| 1     | 11      | Michael Carter-Williams  | SG      | Estados Unidos | Philadelphia 76ers                                                             | Syracuse (So.)                    |
| 1     | 12      | Steven Adams             | C       | Nova Zelândia  | Oklahoma City Thunder (de Toronto via Houston)                                 | Pittsburgh (Fr.)                  |
| 1     | 13      | Kelly Olynyk             | C       | Canadá         | Dallas Mavericks (negociado para Boston)                                       | Gonzaga (Jr.)                     |
| 1     | 14      | Shabazz Muhammad         | SG      | Estados Unidos | Utah Jazz (negociado para Minnesota)                                           | UCLA (Fr.)                        |
| 1     | 15      | Giannis Antetokounmpo+   | SF      | Grécia         | Milwaukee Bucks                                                                | Filathlitikos (Grécia)            |
| 1     | 16      | Lucas Nogueira           | C       | Brasil         | Boston Celtics (negociado para Atlanta via Dallas)                             | Estudiantes (Espanha)             |
| 1     | 17      | Dennis Schröder          | PG      | Alemanha       | Atlanta Hawks                                                                  | Phantoms Braunschweig (Alemanha)  |
| 1     | 18      | Shane Larkin             | PG      | Estados Unidos | Atlanta Hawks (de Houston via Brooklyn, negociado para Dallas)                 | Miami (FL) (So.)                  |
| 1     | 19      | Sergey Karasev           | SG      | Rússia         | Cleveland Cavaliers (de LA Lakers)                                             | Triumph Lyubertsy (Rússia)        |
| 1     | 20      | Tony Snell               | SF      | Estados Unidos | Chicago Bulls                                                                  | New Mexico (Jr.)                  |
| 1     | 21      | Gorgui Dieng             | C       | Senegal        | Utah Jazz (de Golden State via Brooklyn,negociado para Minnesota)              | Louisville (Jr.)                  |
| 1     | 22      | Mason Plumlee            | C       | Estados Unidos | Brooklyn Nets                                                                  | Duke (Sr.)                        |
| 1     | 23      | Solomon Hill             | SF      | Estados Unidos | Indiana Pacers                                                                 | Arizona (Sr.)                     |
| 1     | 24      | Tim Hardaway, Jr.        | SG      | Estados Unidos | New York Knicks                                                                | Michigan (Jr.)                    |
| 1     | 25      | Reggie Bullock           | SG      | Estados Unidos | Los Angeles Clippers                                                           | North Carolina (Jr.)              |
| 1     | 26      | André Roberson           | PF      | Estados Unidos | Minnesota Timberwolves (de Memphis via Houston, negociado para Oklahoma City)  | Colorado (Jr.)                    |
| 1     | 27      | Rudy Gobert              | C       | França         | Denver Nuggets (negociado para Utah)                                           | Cholet Basket (França)            |
| 1     | 28      | Livio Jean-Charles       | SF      | França         | San Antonio Spurs                                                              | ASVEL Basket (França)             |
| 1     | 29      | Archie Goodwin           | SG      | Estados Unidos | Oklahoma City Thunder (negociado para Phoenix via Golden State)                | Kentucky (Fr.)                    |
| 1     | 30      | Nemanja Nedović          | PG      | Sérvia         | Phoenix Suns (de Miami via Cleveland e LA Lakers, negociado para Golden State) | Lietuvos Rytas Vilnius (Lituânia) |
| 2     | 31      | Allen Crabbe             | SG      | Estados Unidos | Cleveland Cavaliers (de Orlando, negociado para Portland)                      | California (Jr.)                  |
| 2     | 32      | Álex Abrines             | SG      | Espanha        | Oklahoma City Thunder (de Charlotte via Oklahoma City, Boston e Houston)       | FC Barcelona (Espanha)            |
| 2     | 33      | Carrick Felix            | SG      | Estados Unidos | Cleveland Cavaliers                                                            | Arizona State (Sr.)               |
| 2     | 34      | Isaiah Canaan            | PG      | Estados Unidos | Houston Rockets (de Phoenix)                                                   | Murray State (Sr.)                |
| 2     | 35      | Glen Rice, Jr.           | SG      | Estados Unidos | Philadelphia 76ers (de New Orleans, negociado para Washington)                 | Rio Grande Valley Vipers (NBDL)   |
| 2     | 36      | Ray McCallum, Jr.        | PG      | Estados Unidos | Sacramento Kings                                                               | Detroit (Jr.)                     |
| 2     | 37      | Tony Mitchell            | PF      | Estados Unidos | Detroit Pistons                                                                | North Texas (So.)                 |
| 2     | 38      | Nate Wolters             | PG      | Estados Unidos | Washington Wizards (negociado para New Orleans)                                | South Dakota State (Sr.)          |
| 2     | 39      | Jeff Withey              | C       | Estados Unidos | Portland Trail Blazers (de Minnesota via Cleveland e Boston)                   | Kansas (Sr.)                      |
| 2     | 40      | Grant Jerrett            | PF      | Estados Unidos | Portland Trail Blazers                                                         | Arizona (Fr.)                     |
| 2     | 41      | Jamaal Franklin          | SG      | Estados Unidos | Memphis Grizzlies (de Toronto via Dallas e Toronto)                            | San Diego State (Jr.)             |
| 2     | 42      | Pierre Jackson           | PG      | Estados Unidos | Philadelphia 76ers                                                             | Baylor (Sr.)                      |
| 2     | 43      | Ricky Ledo               | SG      | Estados Unidos | Milwaukee Bucks                                                                | Providence (Fr.)                  |
| 2     | 44      | Mike Muscala             | C       | Estados Unidos | Dallas Mavericks (negociado para Atlanta)                                      | Bucknell (Sr.)                    |
| 2     | 45      | Marko Todorović          | C       | Montenegro     | Portland Trail Blazers (de Boston)                                             | FC Barcelona (Espanha)            |
| 2     | 46      | Erick Green              | PG      | Estados Unidos | Utah Jazz                                                                      | Virginia Tech (Sr.)               |
| 2     | 47      | Raul Togni Neto          | PG      | Brasil         | Atlanta Hawks                                                                  | Lagun Aro GBC (Espanha)           |
| 2     | 48      | Ryan Kelly               | C       | Estados Unidos | Los Angeles Lakers                                                             | Duke (Sr.)                        |
| 2     | 49      | Erik Murphy              | PF      | Estados Unidos | Chicago Bulls                                                                  | Florida (Sr.)                     |
| 2     | 50      | James Ennis              | SF      | Estados Unidos | Atlanta Hawks                                                                  | Long Beach State (Sr.)            |
| 2     | 51      | Romero Osby              | PF      | Estados Unidos | Orlando Magic (de Golden State via New York e Denver)                          | Oklahoma (Sr.)                    |
| 2     | 52      | Lorenzo Brown            | PG      | Estados Unidos | Minnesota Timberwolves (de Brooklyn via Minnesota e New Orleans)               | N.C. State (Jr.)                  |
| 2     | 53      | Colton Iverson           | C       | Estados Unidos | Indiana Pacers (negociado para Boston)                                         | Colorado State (Sr.)              |
| 2     | 54      | Arsalan Kazemi           | PF      | Irão           | Washington Wizards (de New York)                                               | Oregon (Sr.)                      |
| 2     | 55      | Joffrey Lauvergne        | C       | França         | Memphis Grizzlies                                                              | Partizan Belgrade (Sérvia)        |
| 2     | 56      | Peyton Siva              | PG      | Estados Unidos | Detroit Pistons (de Los Angeles Clippers)                                      | Louisville (Sr.)                  |
| 2     | 57      | Alex Oriakhi             | C       | Estados Unidos | Phoenix Suns (de Denver via LA Lakers)                                         | Missouri (Sr.)                    |
| 2     | 58      | Deshaun Thomas           | SF      | Estados Unidos | San Antonio Spurs                                                              | Ohio State (Jr.)                  |
| 2     | 59      | Bojan Dubljević          | C       | Montenegro     | Minnesota Timberwolves (de Oklahoma City)                                      | Valencia Basket (Espanha)         |
| 2     | 60      | Jānis Timma              | SF      | Letônia        | Memphis Grizzlies (de Miami)                                                   | BK Ventspils (Letônia)            |

## Trocas envolvendo escolhas no draft

### Negociações pré-Draft
Anteriormente ao draft, as seguintes negociações foram feitas e resultaram em trocas de escolhas do draft entre os times.
1. 1 2  Em 5 de Julho, 2012, o Oklahoma City Thunder adquiriu uma escolha de primeiro round de 2013 (a 12ª escolha), uma escolha de segundo round de 2013 (a 32ª escolha), uma futura escolha de primeiro round do Dallas Mavericks, Kevin Martin e Jeremy Lamb do Houston Rockets em troca de James Harden, Cole Aldrich, Daequan Cook e Lazar Hayward. Anteriormente, em 5 de Julho, 2012, o Rockets adquiriu Gary Forbes e uma escolha de primeiro round de 2013 (a 12ª escolha) do Toronto Raptors em troca de Kyle Lowry.[17]
2. ↑  Em 11 de Julho, 2012, o Atlanta Hawks adquiriu a escolha de primeiro round de 2013 (a 18ª escolha) do Brooklyn Nets como parte da troca por Joe Johnson.[19] Anteriormente, em 15 de Dezembro, 2010, os Nets adquiriram Sasha Vujacic e uma escolha condicional de primeiro round do Houston Rockets em uma troca de três times.[20]
3. 1 2  Em 15 de Março, 2012, o Cleveland Cavaliers adquiriu Luke Walton, Jason Kapono, uma escolha condicional de primeiro round de 2012 e o direito de trocar a menos favorável escolha de primeiro round de 2013, em troca por Ramon Sessions e Christian Eyenga. Cavaliers tinha a escolha deles e a do Miami Heat (30ª escolha) no primeiro round, assim a opção de troca foi exercida com o Cavaliers recebendo a 19ª escolha dos Lakers e o Lakers recebeu a 30ª escolha do Miami Heat.[21]
4. ↑  Em 23 de Fevereiro, 2011, o Utah Jazz adquiriu Devin Harris, Derrick Favors, uma escolha de primeiro round de 2011 e a escolha de primeiro round de 2013 (a 21ª escolha) do Brooklyn Nets em troca de Deron Williams.[22] Anteriormente, em 22 de Julho, 2008, o Nets adquiriu uma escolha condicional de primeiro round (a 21ª escolha) do Golden State Warriors em troca de Marcus Williams.[23]
5. ↑  Em 23 de Junho, 2011, o Minnesota Timberwolves adquiriu Brad Miller, os direitos de draft de Nikola Mirotic e Chandler Parsons e uma escolha de primeiro round de 2013 (a 25ª escolha) do Houston Rockets em troca de Jonny Flynn, os direitos de draft de Donatas Motiejunas e uma escolha de segundo round de 2012.[24] Anteriormente, em 24 de Fevereiro, 2011, o Rockets adquiriu Hasheem Thabeet, DeMarre Carroll e uma escolha de primeiro round de 2013 de Memphis em troca de Shane Battier e Ish Smith.[25]
6. ↑  Em 4 de Julho, 2012, os LA Lakers adquiriram Steve Nash em troca de uma escolha de primeiro round de 2013 (a 30ª escolha), uma escolha de primeiro round de 2015 e duas escolhas de segundo round, de 2013 (a 57ª escolha) e 2014.[29] Anteriormente, em 23 de Junho, 2011, o Lakers adquiriu uma futura escolha de segundo round (a 57ª escolha) do Denver Nuggets em troca dos direitos de draft de Chukwudiebere Maduabum.[30]
7. ↑  Em 13 de Dezembro, 2011, o Minnesota Timberwolves adquiriu Robert Vaden, uma escolha de segundo round de 2012 e uma futura escolha condicional de segundo round (a 59ª escolha) do Oklahoma City Thunder em troca de Lazar Hayward.[31]
8. ↑  Em 21 de Fevereiro, 2012, Memphis adquiriu Dexter Pittman e  a escolha de segundo round do Miami Heat (a 60ª escolha) em troca dos direitos de draft de Ricky Sánchez.[32]

### Negociações no dia do Draft
As seguintes negociações envolvendo jogadores draftados foram realizadas no dia do draft.
1. ↑  O New Orleans Pelicans trocou a 6ª escolha, Nerlens Noel, e uma escolha protegida de primeiro round de 2014 para o Philadelphia 76ers em troca Jrue Holiday e a 42ª escolha Pierre Jackson.[15]
2. 1 2 3  O Minnesota Timberwolves trocou a 9ª escolha  Trey Burke para o Utah Jazz em troca da 14ª escolha Shabazz Muhammad e da 21ª escolha Gorgui Dieng.[16]
3. 1 2  O Dallas Mavericks trocou a 13ª escolha, Kelly Olynyk, para o Boston Celtics em troca dos direitos de draft da 16ª escolha, Lucas Nogueira, e um par de escolhas de segundo round de 2014.[18]
4. 1 2  O Dallas Mavericks enviou a 16ª escolha, Lucas Nogueira, o armador Jared Cunningham e a 44ª escolha (Mike Muscala) para o Atlanta Hawks em troca da 18ª escolha, Shane Larkin.[18]
5. 1 2  O Minnesota Timberwolves trocou a 26ª escolha Andre Roberson e Malcolm Lee para o Golden State Warriors em troca de uma escolha de segundo round de 2014 e dinheiro. Golden State então trocou Roberson para o Oklahoma City Thunder em troca da 29ª escolha (Archie Goodwin) e dinheiro.[26]
6. ↑  O Denver Nuggets trocou a 27ª escolha Rudy Gobert para o Utah Jazz em troca da 46ª escolha, Erick Green, e dinheiro.[27]
7. 1 2  O Golden State Warriors trocou a 29ª escolha, Archie Goodwin, e Malcolm Lee para os Phoenix Suns em troca da 30ª escolha Nemanja Nedovic.[28]